# Sekundærrute 553
De Sekundærrute 553 is een secundaire weg in Denemarken. De weg loopt van Hjørring via Tårs en Østervrå naar Syvsten. De Sekundærrute 553 loopt door Noord-Jutland en is ongeveer 29 kilometer lang.